# شهرستان شویلر (ایلینوی)
شهرستان شویلر (به انگلیسی: Schuyler County) یک شهرستان‌ در ایالات متحده آمریکا است که در ایلینوی واقع شده‌است. شهرستان شویلر ۱٬۱۴۲٫۱۹ کیلومتر مربع مساحت دارد.